# Acta Botanica Sinica
Acta Botanica Sinica o  Chih wu hsüeh pao (abreviado Acta Bot. Sin.) es una revista con ilustraciones y descripciones botánicas que es editada en Peking desde el año 1952.